# Губерт Ауст
Губерт Ауст (нім. Hubert Aust; 4 березня 1886 — 11 квітня 1966) — німецький офіцер-підводник, капітан-лейтенант кайзерліхмаріне.

## Біографія
1 квітня 1905 року вступив на флот. З 18 листопада 1916 по 27 липня 1917 року — командир підводного човна SM UC-45. Всього за час бойових дій потопив 12 квітня загальною водотоннажністю 16 854 тонни.
| Дата            | Назва корабля    | Тип        | Тоннаж | Вантаж                                   | Загиблі | Країна             |
| --------------- | ---------------- | ---------- | ------ | ---------------------------------------- | ------- | ------------------ |
| 19 березня 1917 | Pollux           | Пароплав   | 1,196  | Сульфати, генеральні вантажі та пасажири | 16      | Норвегія           |
| 22 березня 1917 | Egenaes          | Пароплав   | 399    | Оселедець                                | 5       | Норвегія           |
| 22 березня 1917 | Susanna          | Пароплав   | 442    | Оселедець                                | 0       | Норвегія           |
| 23 березня 1917 | Blomwaag         | Пароплав   | 695    | Вугілля                                  | 0       | Норвегія           |
| 17 квітня 1917  | Bretagne         | Пароплав   | 1,110  | Вугілля                                  | 0       | Данія              |
| 17 квітня 1917  | Charles Goodanew | Пароплав   | 791    | Вантажі Адміралтейства                   | 13      | Британська імперія |
| 18 квітня 1917  | Louisiana        | Пароплав   | 3,015  | Генеральні вантажі та деревна целюлоза   | 0       | Данія              |
| 26 травня 1917  | Saint Hubert     | Вітрильник | 423    | Вугілля                                  |         | Франція            |
| 28 травня 1917  | Teie             | Вітрильник | 1,974  | Китовий жир                              | 0       | Норвегія           |
| 4 червня 1917   | Phemius          | Пароплав   | 6,699  | Генеральні вантажі                       | 0       | Британська імперія |
| 7 червня 1917   | Golden Hope      | Дрифтер    | 67     |                                          | 0       | Британська імперія |
| 13 липня 1917   | Afram            | Вітрильник | 43     | Сіль                                     |         | Ісландія           |

З вересня 1917 року і до кінця війни — адміністративний офіцер на базі ВМС в Которі. 22 листопада 1919 року звільнений у відставку.

## Звання
- Морський кадет (1 квітня 1905)
- Фенріх-цур-зее (7 квітня 1906)
- Лейтенант-цур-зее (28 вересня 1908)
- Оберлейтенант-цур-зее (27 січня 1911)
- Капітан-лейтенант (27 січня 1916)

## Нагороди
- Залізний хрест 2-го і 1-го класу